# Roazhon Park
Roazhon Park este un stadion de fotbal din Rennes, Franța. Roazhon este numele breton al orașului Rennes.
Stadionul a fost inaugurat la 15 septembrie 1912. Este situat pe 111 route de Lorient, în partea central-vestică a orașului Rennes. Renovat în 2001 și putând să găzduiască 29.778 de spectatori, stadionul este în prezent locul unde își desfășoară meciurile de pe teren propriu echipa Stade Rennais.